# 26 de Octubre (distrito)
26 de Octubre é um distrito do Peru, departamento de Piura, localizada na província de Piura.

## Transporte
O distrito de 26 de Octubre é servido pela seguinte rodovia:
- PE-1N, que liga o distrito de Aguas Verdes e a rodovia equatoriana E50 à cidade de Lima (Província de Lima)
- PE-2, que liga o distrito à cidade de Paita[1][2][3]